# Kommandoraid
Kommandoraid er en militær taktik eller operationel krigsmission, som har et bestemt formål. Det er normalt ikke beregnet til at opfange og holde terræn, men i stedet afslutte med raidstyrken, der hurtigt går tilbage til en tidligere forsvaret position, før fjendens styrker kan reagere på en koordineret måde, eller formulere et modangreb. En raiding gruppe kan bestå af specialstyrker specielt uddannet i denne taktik, såsom kommandoer eller som en særlig mission tildelt nogle almindelige tropper. Kommandoraids er ofte en standardtaktik i irregulær krigsførelse.
Formålet med et angreb kan omfatte:
- at demoralisere, forvirre eller udslette fjenden, at ransage eller plyndre
- at ødelægge bestemte varer eller anlæg af militær eller økonomisk værdi
- at befri krigsfanger
- at indfange fjendens soldater til forhør
- at dræbe eller fange specifikke nøglepersoner
- at samle efterretning

 Der er for få eller ingen kildehenvisninger i denne artikel, hvilket er et problem. Du kan hjælpe ved at angive troværdige kilder til de påstande, som fremføres i artiklen.